# Raymie Skilton
Raymond Nelson Skilton (* 26. September 1889 in Cambridge, Massachusetts; † 1. Juli 1961) war ein US-amerikanischer Eishockeyspieler, der während seiner aktiven Karriere zwischen 1911 und  1923 ein Spiel für die Montreal Wanderers in der National Hockey League auf der Position des Verteidigers absolvierte.

## Karriere
Skilton spielte zwischen 1911 und 1917 für diverse Teams in der Region um Boston. Da ihn sein Beruf als Munitionsexperte der US-Regierung nach Montreal verschlug, ergab sich für Skilton die Gelegenheit einen Vertrag bei den Montreal Wanderers aus der National Hockey League zu unterschreiben. Er zahlte dem Team dafür einen Dollar. Bei den Wanderers kam er bei einer 2:11-Niederlage gegen die Canadiens de Montréal zu seinem einzigen NHL-Einsatz.
Sein Dienst im Ersten Weltkrieg verhinderte, dass der Verteidiger zwischen 1918 und 1920 weiterhin Eishockey spielte. Zwischen 1920 und 1923 ließ er seine Karriere in der United States Amateur Hockey Association ausklingen.

## Erfolge und Auszeichnungen
- 1916 AAHL First All-Star Team
- 1917 AAHL First All-Star Team
- 1918 USNHL First All-Star Team